# Multivitamine

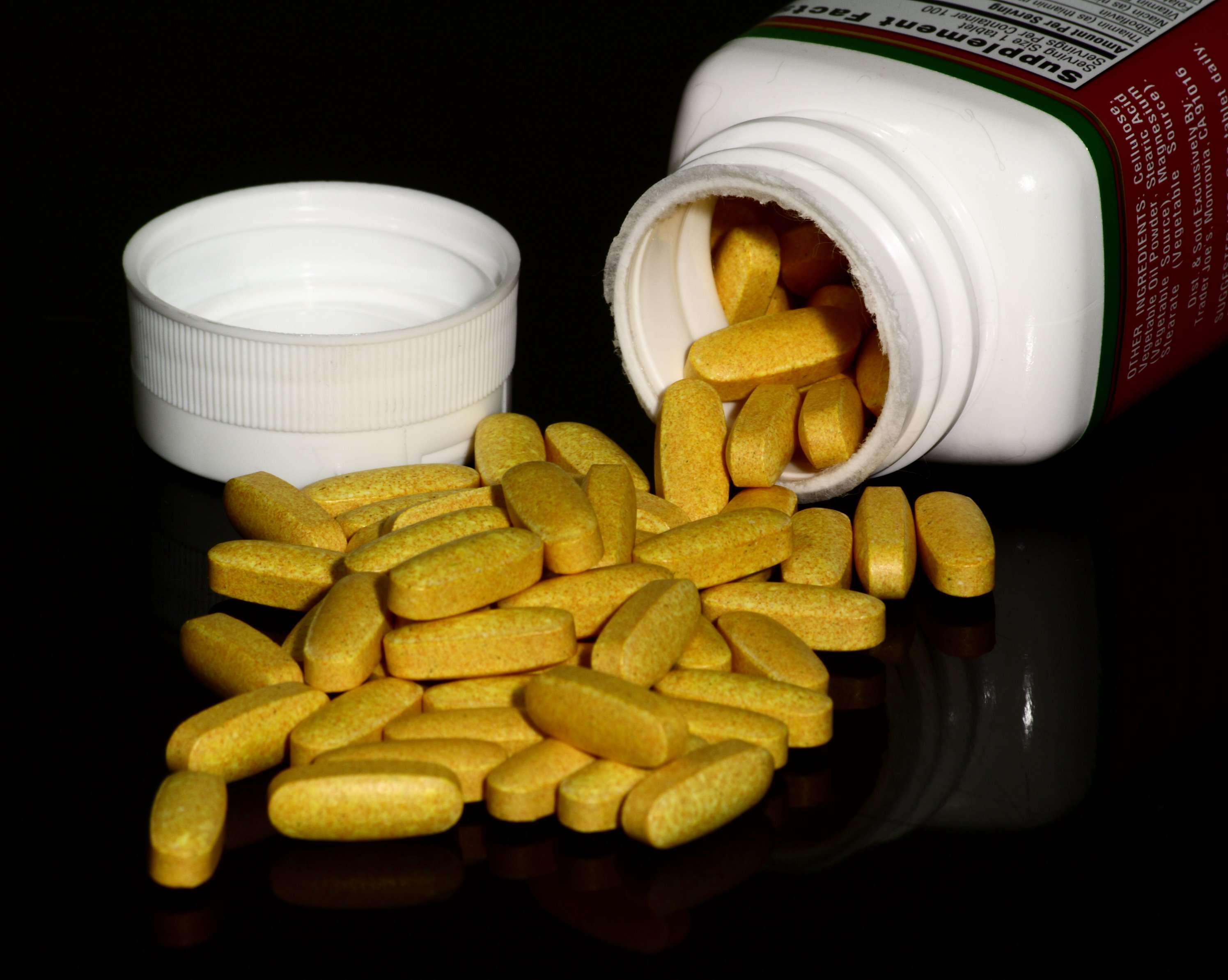
Een multivitaminepreparaat

Een multivitamine is een voedingssupplement dat naast combinaties van vitaminen tevens mineralen en eventueel sporenelementen bevat. Multivitaminenpreparaten bevatten normale (100% van de aanbevolen dagelijkse hoeveelheid (adh)) of verhoogde doses vitaminen, mineralen en sporenelementen.

## Onderzoek
Bij gezonde mensen geeft het meeste wetenschappelijke bewijs aan dat multivitaminesupplementen kanker, hartaandoeningen of andere kwalen niet voorkomen, en dus is het regelmatige slikken van multivitamines niet nodig.       Specifieke groepen mensen kunnen echter baat hebben bij multivitaminesupplementen, bijvoorbeeld mensen met slechte voeding of mensen met een hoog risico op maculadegeneratie.